# 燕台七子
燕台七子指清初顺治年间的七位诗人。

## 历史
燕台即指北京。順治年間施闰章、宋琬、丁澎、张文光、周茂源、严沆、趙賓等七人在京师相倡和，被称为“燕台七子”。七子的成員說法不一，或捨周茂源，並取陳祚明，严津编有《燕台七子诗刻》七卷，收录七子诗作各一卷，即张文光《斗斋诗选》、趙賓《学易庵诗选》、宋琬《安雅堂诗选》、施闰章《愚山诗选》、严沆《颢亭诗选》、丁澎《信美轩诗选》、陈祚明《稽留诗选》。《詩刻》亦以陳祚明取代周茂源。